# Любке, Вальтер
Вальтер Любке (22 августа 1953 года — 2 июня 2019 года) — немецкий политик и член Христианско-демократического союза.

## Биография
В течение 10 лет он занимал пост президента муниципального надзора в префектуре (Regierungsbezirk) Касселя, одного из трех в федеральной земле Гессен.
Любке был известен своими взглядами в поддержку мигрантов и ему угрожали смертью после того, как он заявил общественному собранию, что выступающие против оказания помощи беженцам могут покинуть страну.
2 июня 2019 года Любке был найден мертвым на террасе своей резиденции в деревне Истха. Он был застрелен в голову с близкого расстояния. 
15 июня 2019 года 45-летний подозреваемый был арестован. Сообщалось, что он придерживался крайне правых политических взглядов и имел связи с террористической группировкой «Combat 18». Сообщалось также, что подозреваемый ранее был осужден за нападения с применением ножа и бомбы против людей, связанных с этническими меньшинствами в Германии.